# Jagiellonia Białystok

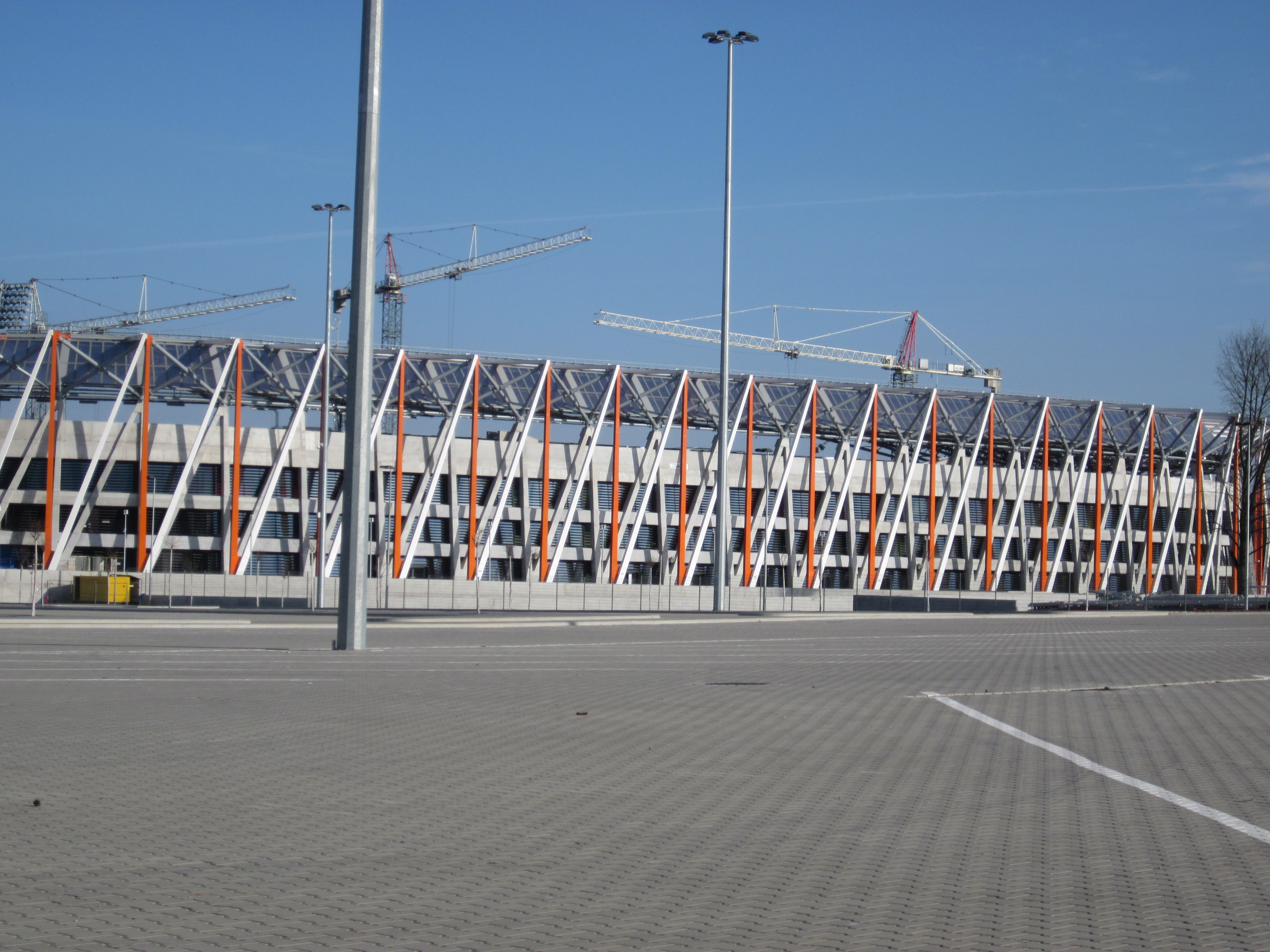
Městský stadion

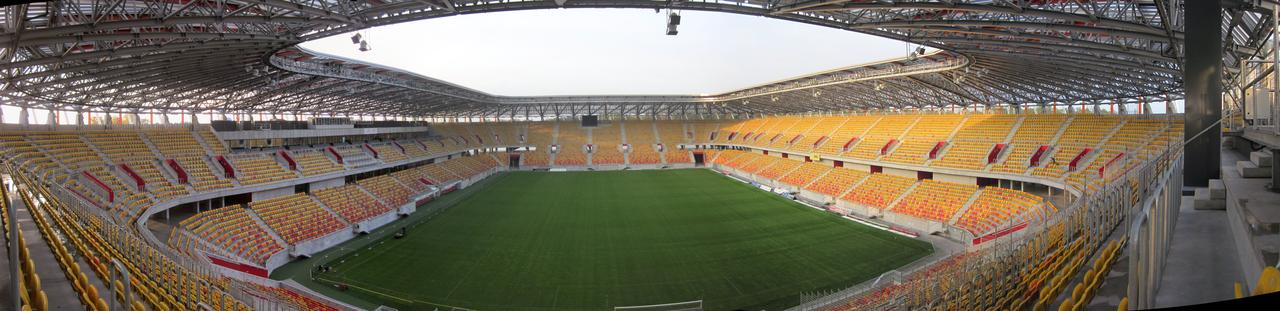
Městský stadion

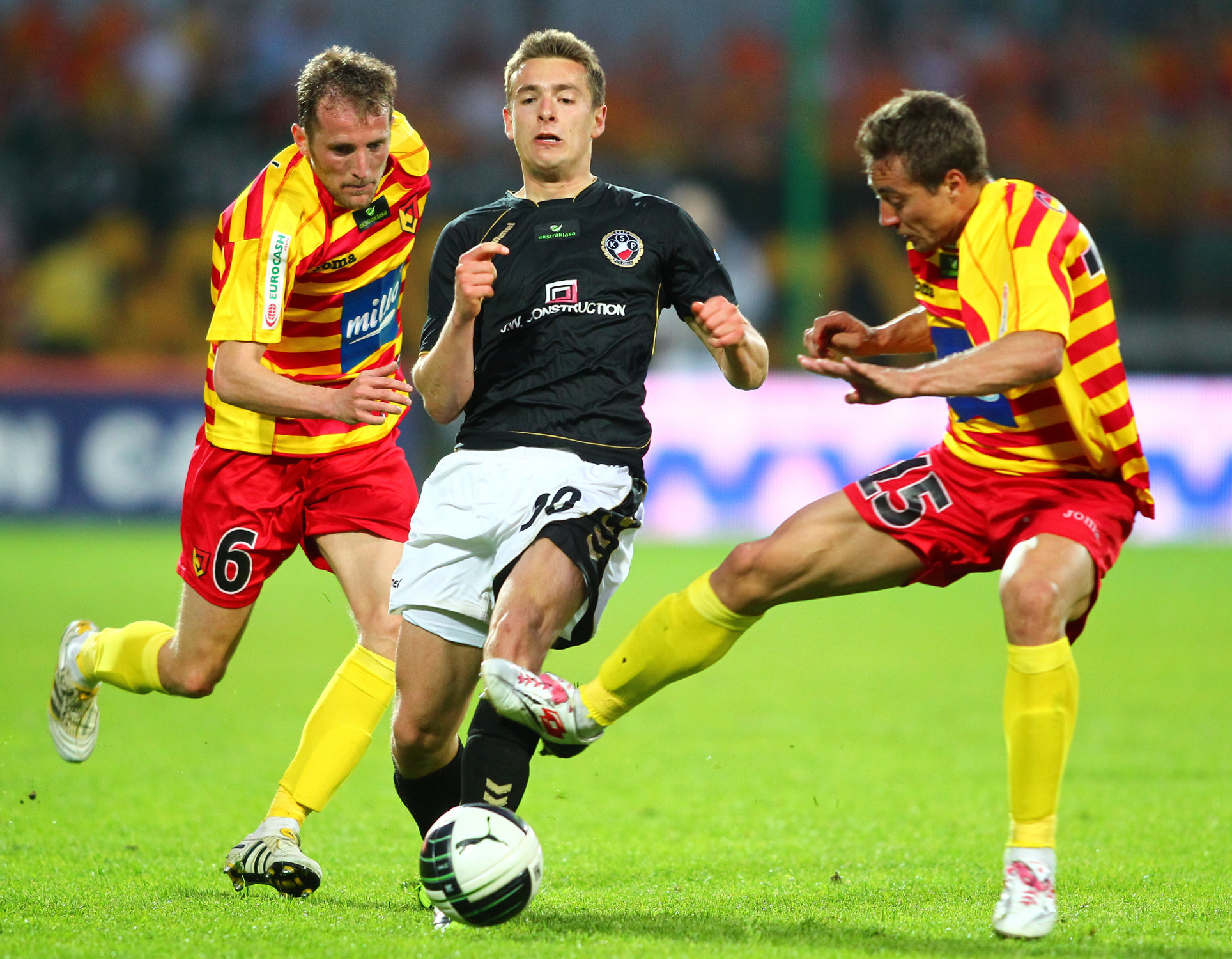
Polonia Warszawa - Jagiellonia

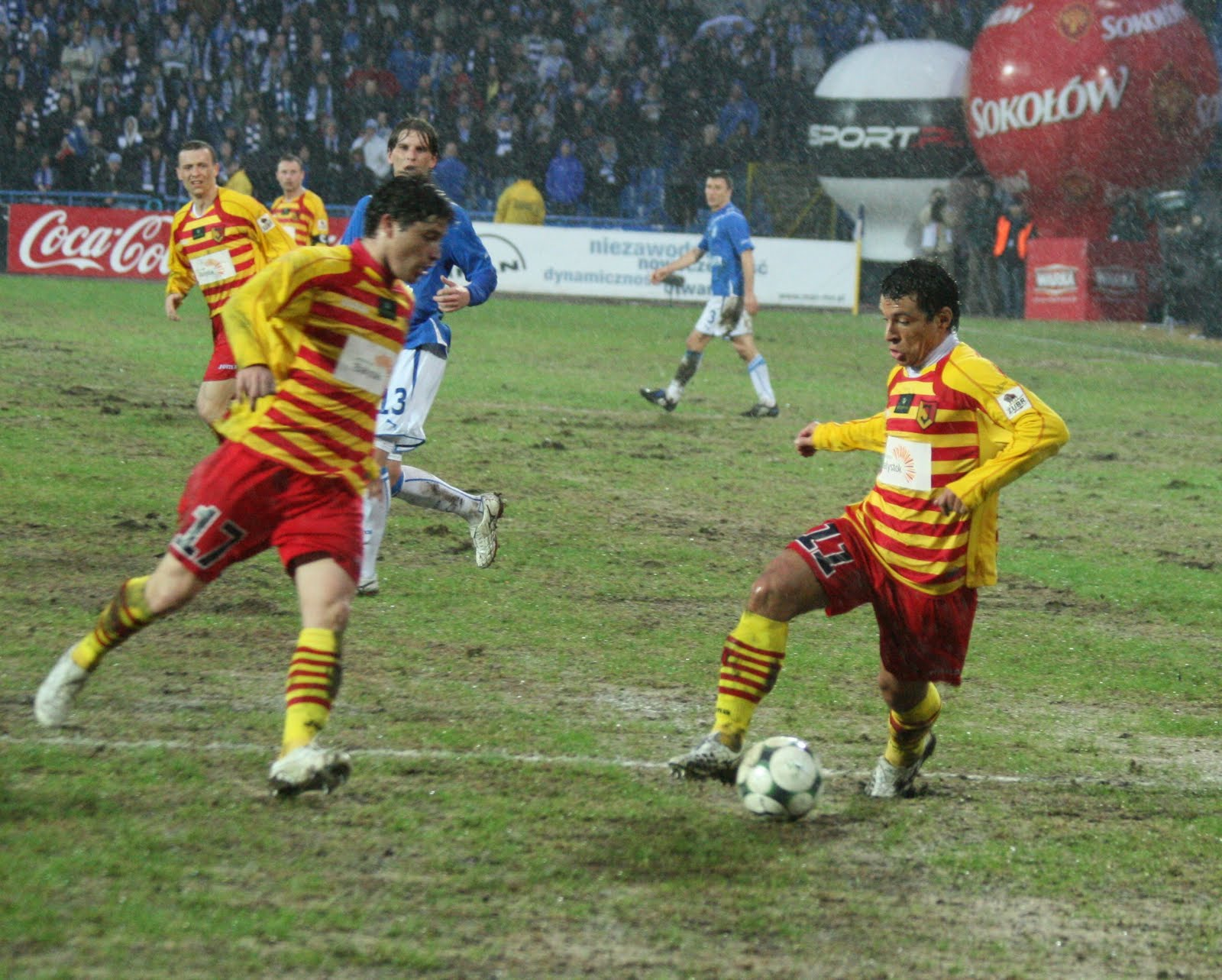
Lech Poznań - Jagiellonia

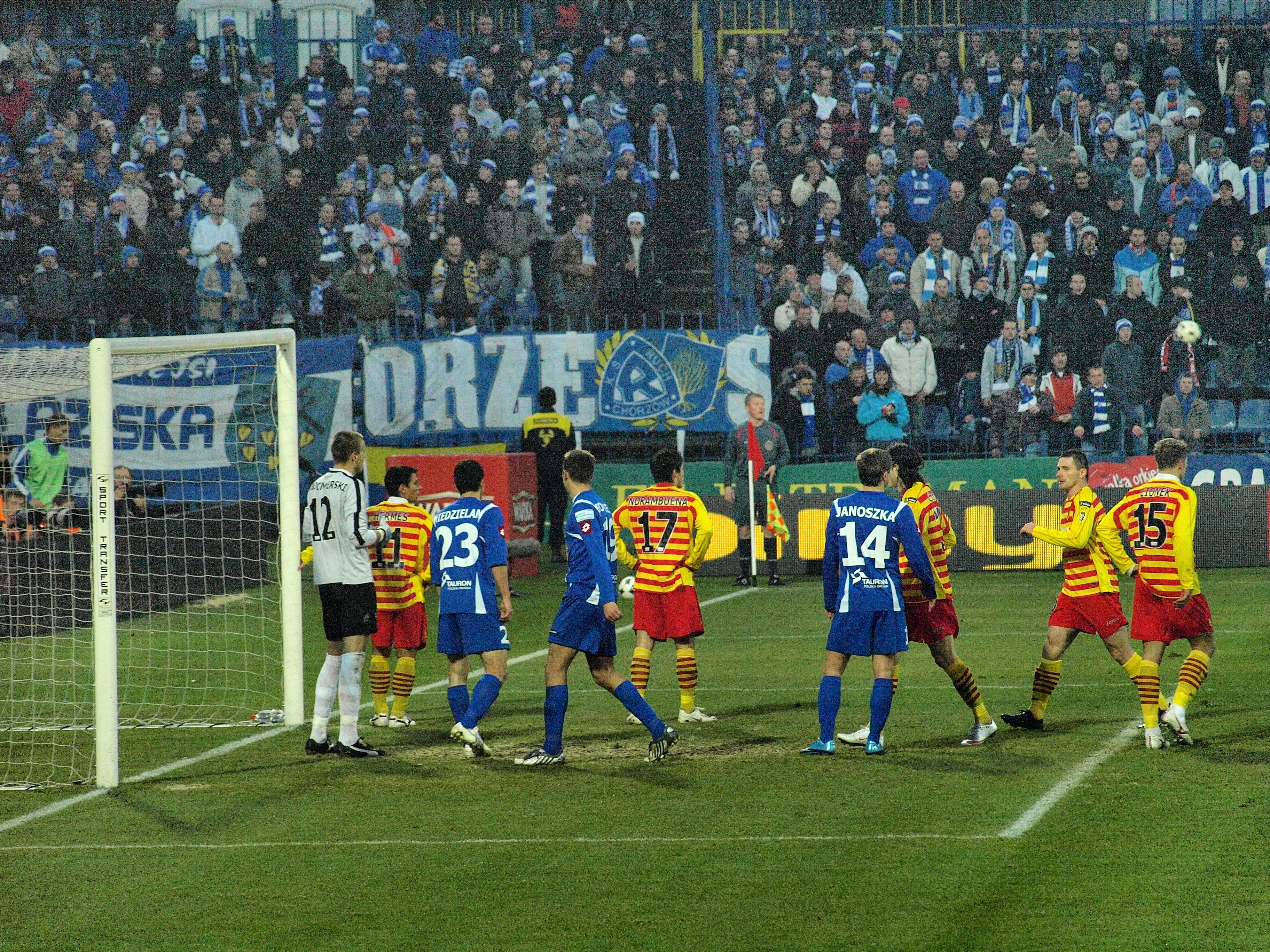
Ruch Chorzów – Jagiellonia Białystok (09.11.2009)

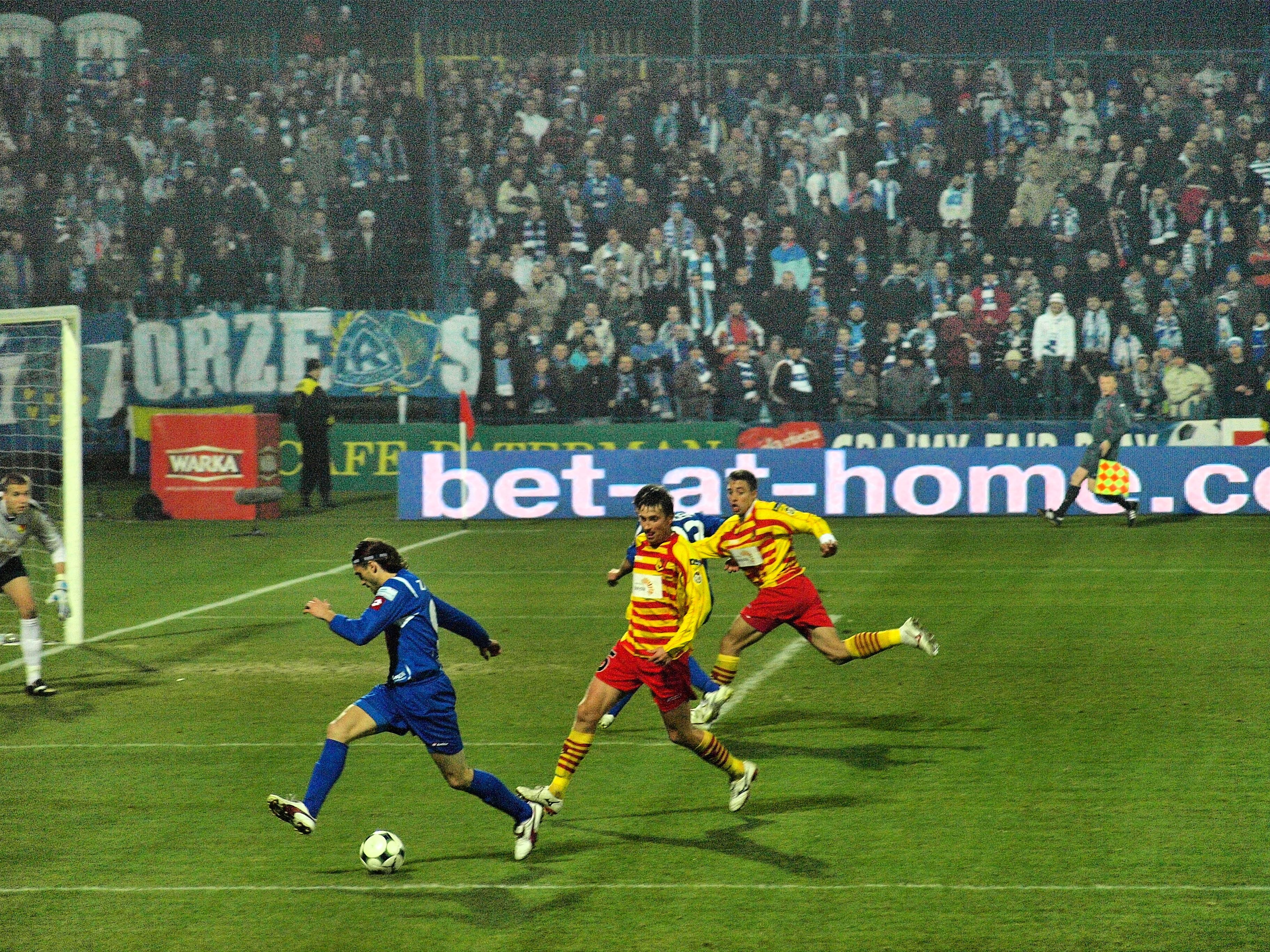
Ruch Chorzów - Jagiellonia Białystok (09.11.2009)

Jagiellonia Białystok je polský fotbalový klub z města Białystok. Domácím stadionem tohoto fotbalového klubu je Městský stadion.

## Vyhrané domácí trofeje a úspěchy

### Vyhrané trofeje
- 1× vítěz Ekstraklasy (2023/24)

- 1× vítěz polského fotbalového poháru (2009/10)[2]
- 2× vítěz polského Superpoháru (2010, 2024)[3]
- 1× vítěz polské druhé ligy (1987)

### Úspěchy
- Ekstraklasa
  - Vicemistr: 2016/17, 2017/18
  - 3. místo: 2014/15

## Historie
Známí hráči
- Bekim Balaj
- Michal Sáček
- Radek Divecký
- Tomáš Pešír
- Martin Pospíšil
- Konstantin Vassiljev
- Dani Quintana
- Marco Reich
- Tadas Kijanskas
- Andrius Skerla
- Igors Tarasovs
- Jacek Bayer
- Daniel Bogusz
- Marcin Burkhardt
- Thiago Cionek
- Rodnei
- Marek Citko
- Tomasz Frankowski
- Maciej Gajos
- Kamil Grosicki
- Radosław Kałużny
- Antoni Komendo-Borowski
- Tomasz Kupisz
- Michał Pazdan
- Grzegorz Sandomierski
- Euzebiusz Smolarek
- Radosław Sobolewski
- Grzegorz Szamotulski
- Grzegorz Rasiak
- Tomasz Wałdoch
- Łukasz Załuska
- Martin Baran
- Ľuboš Hanzel
- Marián Kelemen
- Pavol Staňo
- Kim Min-kjun